# London Post Office Railway Baureihe 1980

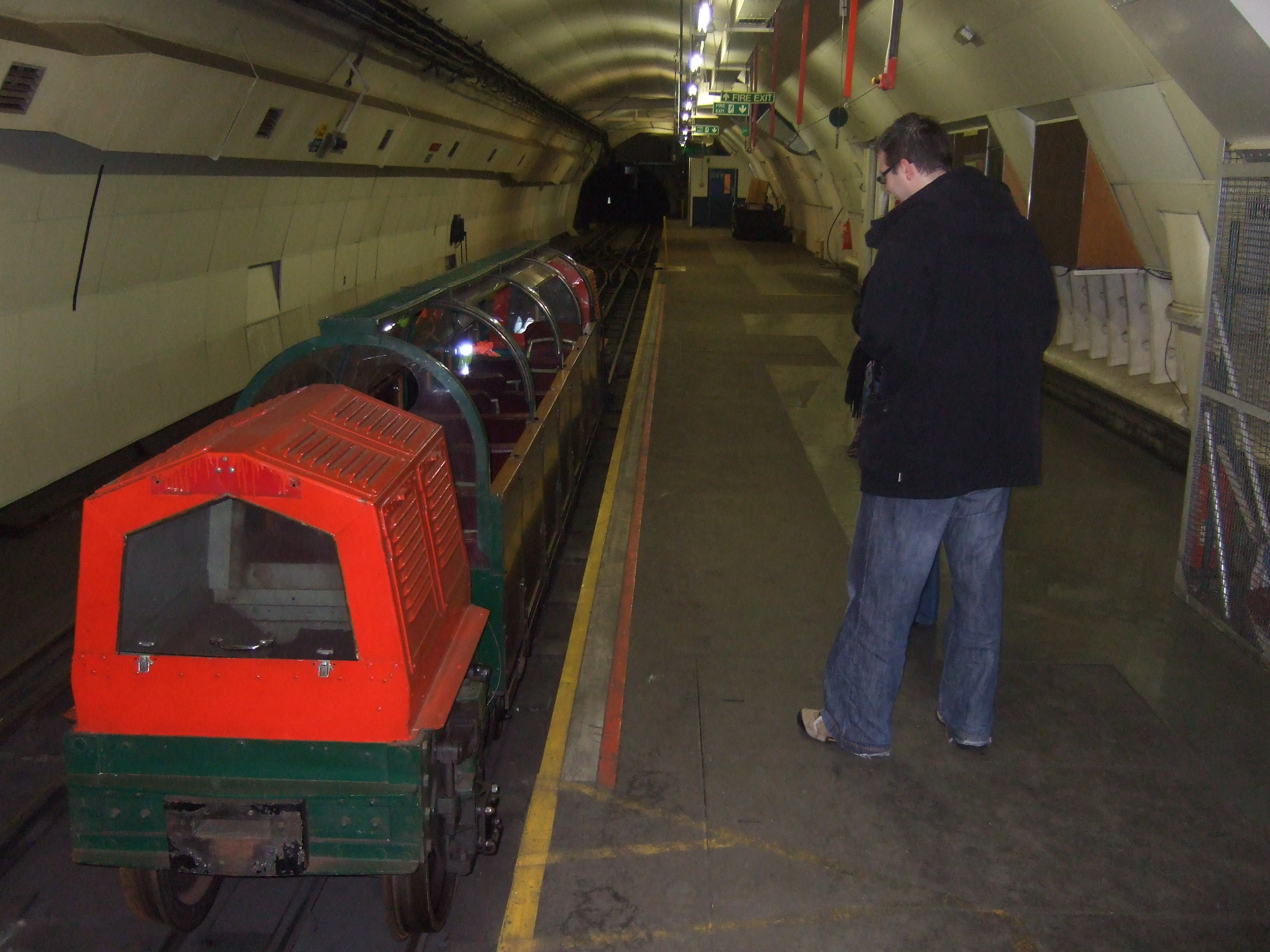
Ein Zug der Baureihe 1980 der London Post Office Railway.

Die Baureihe 1980 der London Post Office Railway wurde zwischen 1980 und 1982 bei Hunslet in Leeds gebaut. Ursprünglich wurden die Fahrzeuge dieser Baureihe bei Greenbat bestellt, welche jedoch nach dem Bau von nur drei Einheiten in Konkurs ging. Beim Design wurden einige Aspekte einbezogen, die man bei der Baureihe 1962 testete.
Es wurden 43 Triebwagen gebaut, welche hauptsächlich dazu dienten, die  Baureihe 1930/1936 zu ersetzen, wobei jedoch auch einige Wagen der Baureihe 1930/1936 aufgehoben wurden. Die Wagen trugen ursprünglich die Nummern 501–534, wurden jedoch 1984 in 1–34 umnummeriert.
Alle Wagen wurden bei der Stilllegung der Post Office Railway 2003 ausgemustert.